# Пятиугольный трапецоэдр
Пятиугольный трапецоэдр — третий многогранник в бесконечном ряду трапецоэдров — гранетранзитивных многогранников, двойственных антипризмам. Обладает десятью гранями (то есть является десятигранником), которые являются конгруэнтными дельтоидами.
Может быть разделён на две пятиугольные пирамиды и пятиугольную антипризму, расположенную между ними. Также может быть разделён на две пятиугольные пирамиды с двенадцатигранником посередине.

Сферический пятиугольный трапецоэдр

Также существует в виде сферического многогранника с двумя вершинами на полюсах и чередующимися вершинами, равномерно расположенными выше и ниже экватора.

## 10-гранная игральная кость
Пятиугольный трапецоэдр был запатентован для использования в качестве «десятичной» игральной кости в 1906 году. Получил распространение в ролевых играх.
Последующие патенты на десятисторонние игральные кости внесли незначительные усовершенствования в базовую конструкцию, скруглив или обрезав края, чтобы обеспечить большую непредсказуемость результата броска. Одно из таких усовершенствований получило печальную известность[уточнить] на Gen Con 1980 года, когда ошибочно считалось, что патент распространяется на десятисторонние игральные кости в целом.
Грани десятигранных костей размечаются цифрами от 0 до 9, бросок пары таких костей позволяет получить двузначный десятичный, «процентный» результат — от 1 до 100 (двойной нуль обычно интерпретируется как 100). Некоторые десятисторонние игральные кости (часто называемые «процентными костями») продаются в наборах по две, грани одной при этом нумеруются от 0 до 9, а второй — от 00 до 90 с шагом 10, что делает невозможным неоднозначное толкование того, какая из них является десяткой, а какая — единицей. Грани также могут быть пронумерованы от 1 до 10.